# Província de Galați
La província Galați (IPA: [ga.'laʦʲ]) és un județ, una divisió administrativa de Romania, a Moldàvia, amb capital a Galați.
Limita amb la República de Moldàvia (raion de Cahul). a l'est, amb la Província de Vrancea a l'oest, amb la Província de Vaslui al nord i amb la Província de Brăila i Província de Tulcea al sud.

## Demografia
El 2002, té una població de 619,556 i una densitat de població de 139 h/km².
- Romanesos - un 98%[1]
- Russos, Ucraïnesos i Gitanos.

| Any  | Població |
| ---- | -------- |
| 1948 | 341,797  |
| 1956 | 396,138  |
| 1966 | 474,279  |
| 1977 | 581,561  |
| 1992 | 641,011  |
| 2002 | 619,556  |

## Divisió administrativa
La província té 2 municipalitats, 2 ciutats i 59 comunes.

### Municipalitats
- Galați (capital; població: 331,360)
- Tecuci

### Ciutats
- Târgu Bujor
- Berești

### Comunes
| - Bălăbănești - Bălășești - Băleni - Băneasa - Barcea - Berești - Berești-Meria - Brăhășești - Braniștea - Buciumeni - Cavadinești - Cerțești - Corni - Corod | - Cosmești - Costache Negri - Cuca - Cudalbi - Cuza Vodă - Drăgănești - Drăgușeni - Fârțănești - Foltești - Frumușița - Fundeni - Ghidigeni - Gohor - Grivița | - Independența - Ivești - Jorăști - Liești - Măstăcani - Matca - Movileni - Munteni - Nămoloasa - Negrilești - Nicorești - Oancea - Pechea - Piscu | - Poiana - Priponești - Rădești - Rediu - Scânteiești - Schela - Șendreni - Slobozia Conachi - Smârdan - Smulți - Suceveni - Țepu - Tudor Vladimirescu - Tulucești | - Umbrărești - Valea Mărului - Vânători - Vârlezi - Vlădești |